# Nisia psylla
Nisia psylla är en insektsart som beskrevs av Bierman 1910. Nisia psylla ingår i släktet Nisia och familjen Meenoplidae. Inga underarter finns listade i Catalogue of Life.